# 警戒宣言

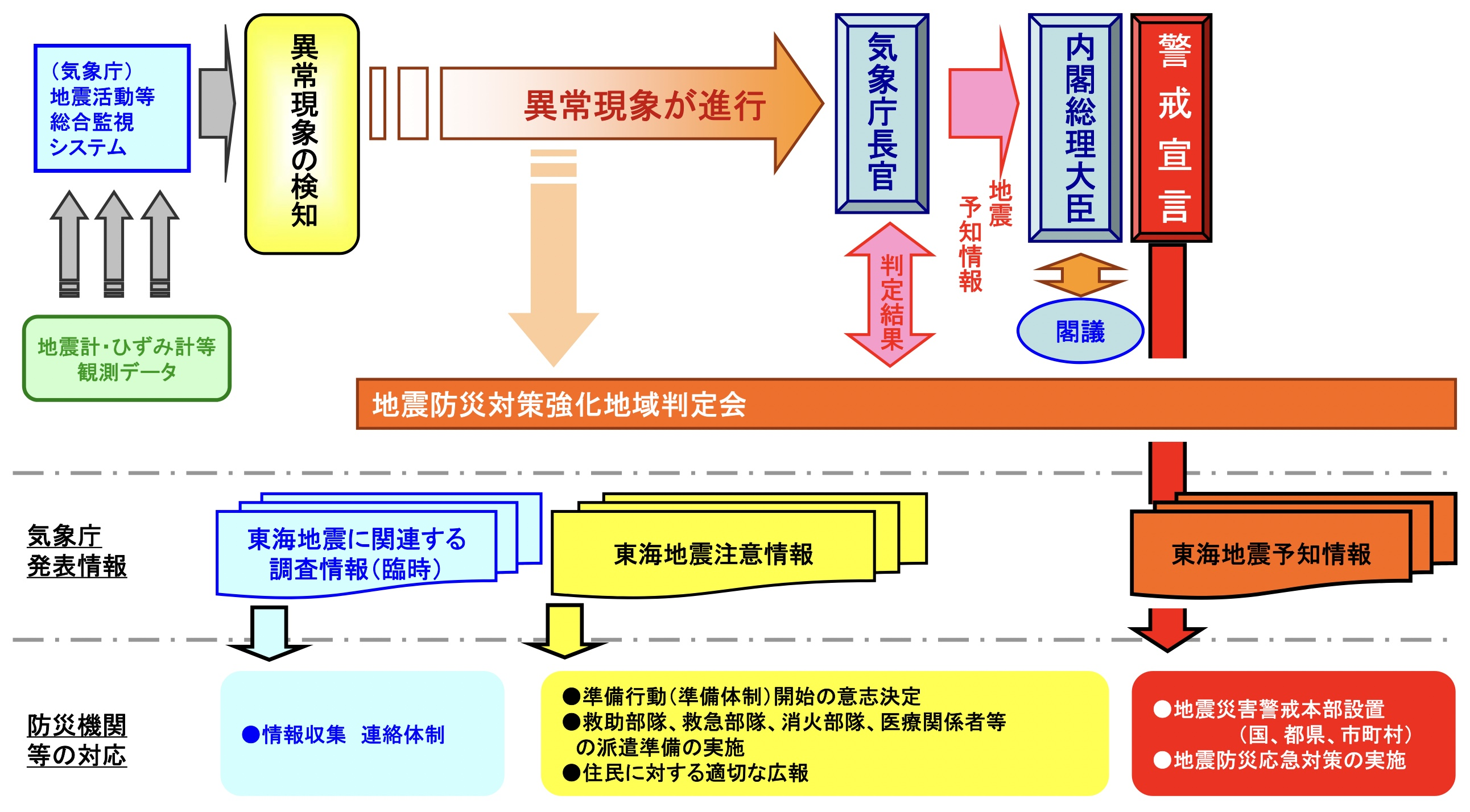
警戒宣言発令までの報告・検討体系と異常現象（プレスリップ）の進行に伴う3段階の情報。情報名は2011年3月から2017年10月までのもの。（内閣府資料）

警戒宣言（けいかいせんげん）とは、日本において大規模地震対策特別措置法に基づき、東海地震の発生のおそれがあるとして内閣総理大臣が発令する地震予知の情報。地震防災対策強化地域の住民などに警戒態勢をとるよう呼びかけ、事前に決めた計画に基づいて応急対策を一斉に開始する。

## 性質
想定東海地震の事前予知ができる可能性があるという前提で、大規模地震対策特別措置法（大震法）は警戒宣言の発令とこれに連動した予防的な対応を定めている。警戒宣言は同法第9条に規定されている。
警戒宣言の発令という制度は、応急対策を開始する引き金（トリガー）の役割をもち、また住民などに対して警戒態勢を“とるべき”旨を周知すると同時に協力を呼びかける性質がある。
住民個々への周知ではなく、内閣総理大臣が発令するという形をとった理由には、次のような考え方がある。このような地震予知情報は、一般市民個々に情報受容後の行動判断を委ねると、なじみのない情報であることもあって、すべての者が妥当な判断ができるとは言いがたいと考えられ、応急対策が必要がどうかの判断は内閣総理大臣が担う形としたという。
応急対策として社会活動全般に及ぶ事項が定められている。行政機関や自治体の長、指定公共機関、地震防災応急計画を定める事業者には、応急対策を実施する義務（実施責任）が課せられている。強化地域内の住民らにも、火気の使用、自動車の運行、危険な作業等の自主的制限など、災害防止・軽減の措置を執る責務があると定めている。
行為規制をなるべく避けるため、各組織が自らの責任で作成した計画に沿い実施するという考え方を採っており、このため宣言が「空振り」となった場合も基本的に補償は行わないものとされている。

## 発表までの流れ
気象庁が東海地域周辺で常時監視している地震活動・地殻変動に異常が見つかった場合、まず「地震防災対策強化地域判定会」（判定会）において東海地震の発生につながるか否かの科学的検討を行う。発生につながるものと判断された場合は気象庁長官に報告され、長官は内閣総理大臣に「地震予知情報」として報告を行う。この情報をもって、閣議を経て、内閣総理大臣は警戒宣言を発令するしくみとなっていた。また、連動して気象庁は東海地震予知情報を発表していた。
なお地震の発生のおそれがなくなったときには、閣議を経て、内閣総理大臣は「警戒解除宣言」を発表し、もって警戒態勢が解かれる。

## 周知
警戒宣言発令の情報は、テレビ・ラジオなどの放送、防災無線、半鐘などを通じて周知される規定。テレビについては緊急警報放送の対象であり、臨時ニュースの放送が想定される。

## 対応
警戒宣言発令後、政府は地震災害警戒本部を設置し、静岡県にも現地警戒本部を設置する。地震防災対策強化地域（強化地域）の都県は都道府県地震災害警戒本部を、市区町村は市町村地震災害警戒本部を設置する。
予め作成している自治体の地震防災強化計画、特定の民間事業者の地震防災応急計画に基づき、強化地域内で以下のような具体的対応が決められていた。
- 避難対象者は、指定されている避難場所への避難が求められる[7]。
- 電力は発電用燃料の受け入れを中断する。都市ガスは支障のない範囲で減圧する[7]。
- 電話は一般通話が場合により規制され、防災機関が利用する重要回線確保が図られる[7]。
- 公共交通 : 鉄道は、発令後強化地域内では在来線・新幹線ともに最寄りの安全な駅に停車する措置が執られる。強化地域周辺でも一部徐行が行われる[7]。路線バスやタクシーは強化地域内では運行が中止される[7]。船舶は津波が想定される周辺海域で運行が中止される[7]。
- 道路は、強化地域内の避難路や緊急輸送路では走行禁止や制限が行われる。一般道の主要路線でも走行を極力抑制する規制が行われる。強化地域内への進入は極力制限される一方、強化地域外への移動は原則として制限されない。強化地域周辺でも一部交通規制が行われる[7]。
  - 災害対策基本法に基づき災害発生後に行われる緊急交通路の指定とは異なる。
- 金融機関は実店舗の営業が停止される（オンラインでは稼働する）[7]。
- 百貨店や劇場は発令後営業を停止して客を外へ誘導避難させる[7]。
- 病院は、外来診療を中止し、入院患者は家族等に引き渡すか近隣の安全な場所に誘導避難させる[7]。
- 学校や幼稚園は、児童・生徒を保護者に引き渡すか近隣の安全な場所に誘導避難させる[7]。

救助、救急、消火、医療を行う救援部隊は、準備を進めて強化地域周辺部へ前進して待機する。
また、強化地域内の住民は警戒宣言発令後、火気の使用、自動車の運行、危険な作業などの制限、消火の準備など、各々が災害防止・軽減の自主的な行動を取る責務がある旨規定されている（法第22条）。

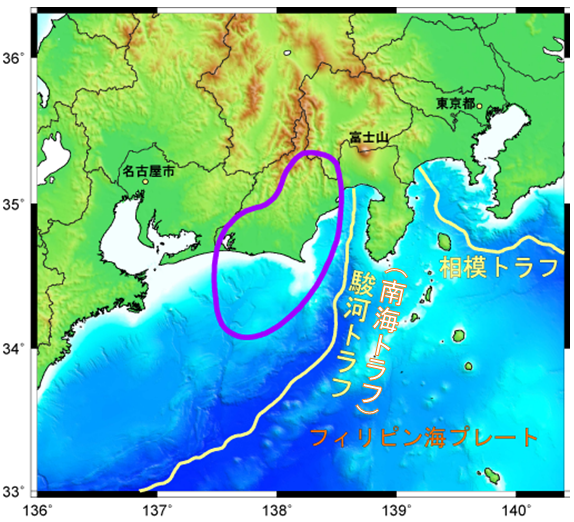
想定震源域（中央防災会議（2001年）による）
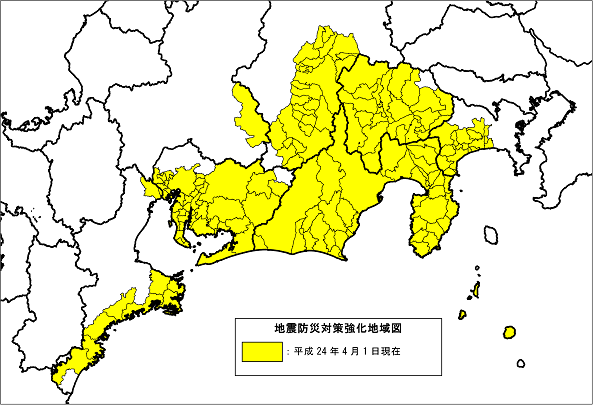
地震防災対策強化地域（2002年4月改正後）
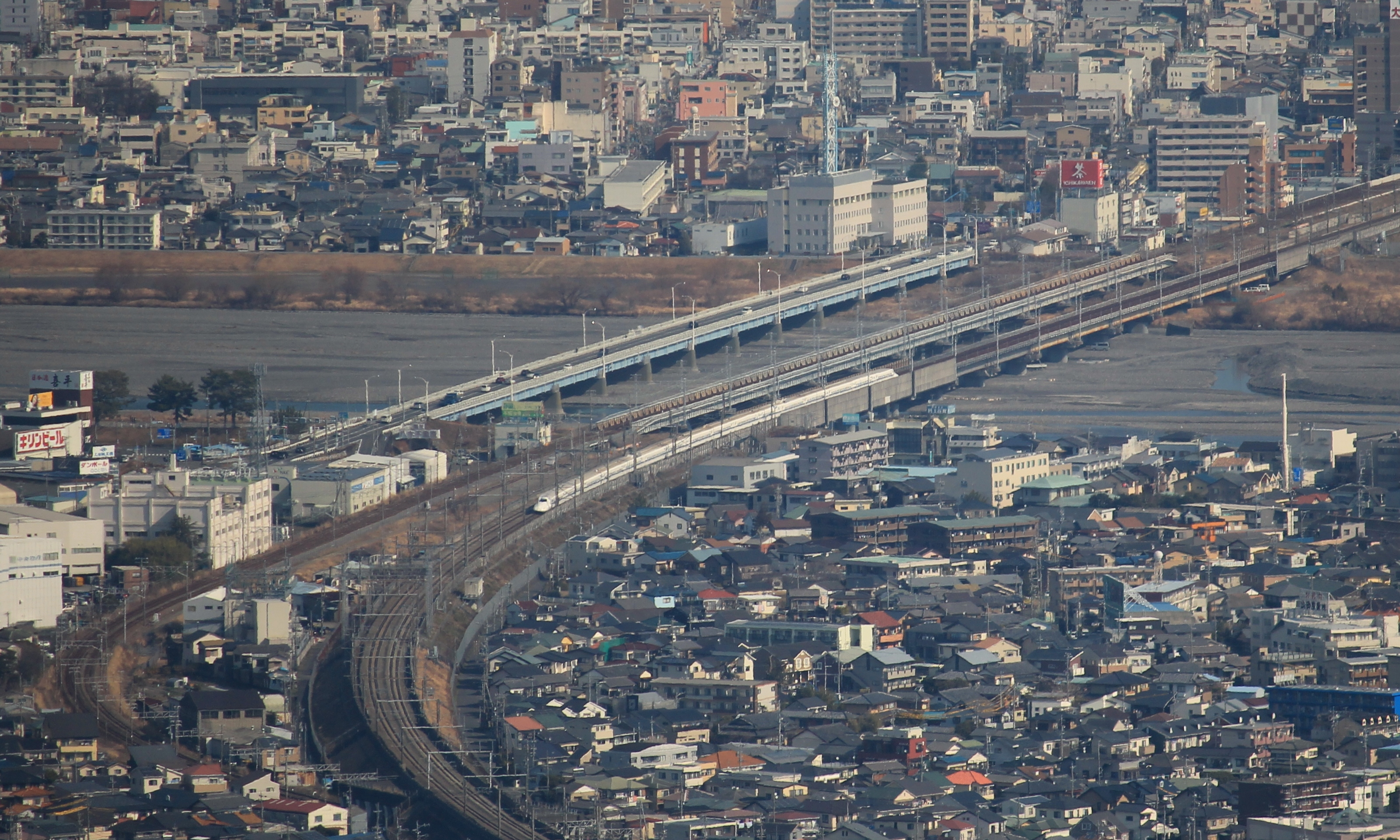
左から国道1号（1次緊急輸送路）、東海道本線、東海道新幹線。静岡市・駿河大橋付近。

## 方針の変更
2017年には大震法による防災体制が改められた。気象庁が発表する「東海地震注意情報」「東海地震予知情報」などの東海地震に関連する情報は2017年10月31日で運用を終え、対象エリアを南海トラフ全域へと拡大したうえで、11月1日から「南海トラフ地震に関連する情報」の運用が開始されている。この情報は、現在の科学的知見を防災対応に活かすために、対象エリアで一定規模以上の地震や観測値の異常があった場合など、地震発生の可能性が相対的に高まったとき発出されるという位置づけ。